# 李仁友
李仁友（?—?），為中國古代西夏王朝的皇族，他是夏崇宗李乾顺的儿子，夏仁宗李仁孝的弟弟。镇夷郡王李安全的父亲，受封为越王。1206年，李安全发动政变，废黜夏桓宗李純祐而自立，是為夏襄宗，明年改元应天。